# Чемберсит
Чемберсит(рос. чемберсит; англ. chambersite; нім. Chambersit m) — мінерал, манґановий аналог борациту каркасної будови.
За назвою місцевості першої знахідки — округ Чемберс, штат Техас, США (R.M.Honea, F.R.Beck, 1962).
Синоніми: манґанборацит, ерикаїт.

## Опис
Хімічна формула: Mn3[B7O13|Cl]. Склад у % (з родов. Барбер-Гілл, США): MnO — 41,87; B2O3 — 49,50; Cl — 6,34. Домішки: FeO, SiO2, Al2O3, MgO, Na2O, K2O, H2O.
Сингонія ромбічна (псевдотетрагональна). Форми виділення: тетраедричні кристали, двійники проростання, вкрапленість. Зустрічаються ромбічні параморфози по кубічній модифікації. Густина 3,5. Тв. 7,0-7,25. Безбарвний до густо-фіолетового, червоного.

## Розповсюдження
Знайдений у соляному куполі Барбер-Гілл (округ Чемберс, штат Техас, США) разом з галітом, ангідритом і ґіпсом та серед соляних порід Прикарпаття.